# 滨海朗格吕讷
滨海朗格吕讷（法語：Langrune-sur-Mer，法語發音：[lɑ̃ɡʁyn syʁ mɛʁ] ⓘ）是法国卡尔瓦多斯省的一个市镇，属于卡昂区。

## 地理
滨海朗格吕讷（49°19'20"N, 0°22'22"W）面积4.74 平方千米，位于法国诺曼底大区卡爾瓦多斯省，该省份为法国西北部沿海省份，北濒大西洋英吉利海峡，东北与滨海塞纳省以海上边界相接，东临厄尔省，南至奧恩省，西与芒什省接壤。
与滨海朗格吕讷接壤的市镇（或旧市镇、城区）包括：杜夫尔-拉代利夫朗德、滨海吕克、滨海圣欧班。

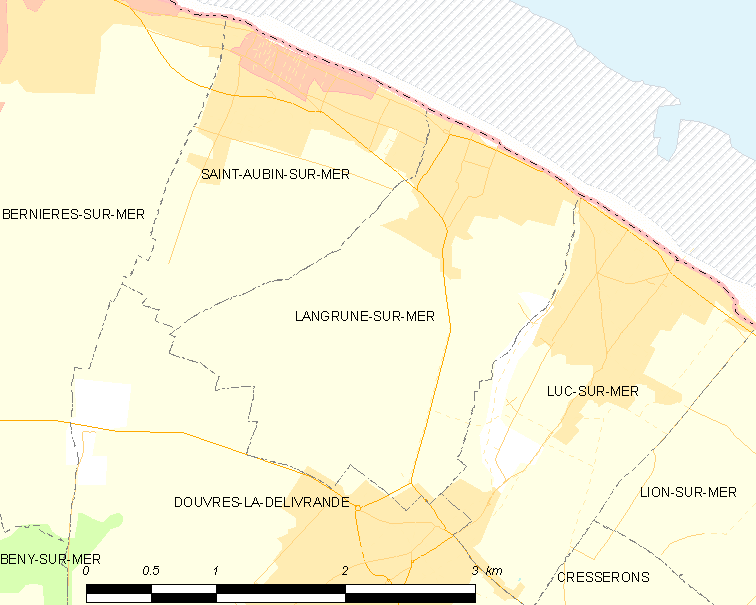
滨海朗格吕讷的OSM定位图

滨海朗格吕讷的时区为UTC+01:00、UTC+02:00（夏令时）。

## 行政
滨海朗格吕讷的邮政编码为14830，INSEE市镇编码为14354。

## 政治
滨海朗格吕讷所属的省级选区为滨海库尔瑟勒县。

## 人口

1962-2008年间滨海朗格吕讷人口变化图示

滨海朗格吕讷于2022年1月1日时的人口数量为1893人。